# Миллер, Роджер Эрвин
Роджер Эрвин Миллер (англ. Roger Ervin Miller, 23 июля 1952, Китченер, Онтарио, Канада — 6 ноября 2005, Чапел Хилл, Северная Каролина, США) — один из выдающихся канадских учёных в области физической химии, великолепный экспериментатор, внёс существенный вклад в развитие современной экспериментальной ИК-спектроскопии, один из основателей метода ИК-спектроскопии высокого разрешения в каплях гелия.

## Детство
Роджер Миллер родился в Канаде (Китченер, Онтарио) в благополучной и многодетной семье Дональда Р. Миллера, работавшего на фабрике по производству шин и имевшего непосредственное отношение к технике и производству. Дональд, будучи мастером в своем деле, являлся человеком крайне требовательным к уходу и починке своих вещей. Эти черты он прививал и своим детям, что во многом повлияло на будущую карьеру Роджера. В семье Миллеров Роджер был первым, кто получил полноценное высшее образование и связал свою жизнь с наукой. Все началось ещё в детстве, когда юный Роджер заинтересовался астрономией, именно с этого началась его страсть к книгам, которую он удовлетворял сначала в публичной библиотеке, а затем и в научной библиотеке Университета Ватерлоо.
Первое проявление способностей экспериментатора случилось, когда 14-летний Роджер решил собрать собственный телескоп, качество работы которого превосходило все ожидания. Кроме того, ещё в детстве он заявил о себе и как об отличном организаторе: после успешного сбора телескопа он организовал клуб астрономии в заброшенном фермерском здании и добился финансовой поддержки от правительства Онтарио.

## Обучение в Университете Ватерлоо
Тяга к астрономии навела его на мысль о получении высшего образования и в 1971 году он поступает в университет Ватерлоо, где в силу своей тяги к астрономии попадает в лабораторию, занимающуюся спектроскопией. После получения степени бакалавра в 1975 году Роджер остается в университете для выполнения докторской диссертации под руководством Джачинто Скоулзом, ведущего ученого в развитии метода молекулярных пучков. Докторская диссертация Миллера была посвящена именно этому методу. Основной проблемой, которой занимался Миллер в тот период, было детектирование слабого изменения в интенсивности инфракрасного излучения, с целью изучения спектров поглощения молекул. Решением стало использование криогенно охлажденного болометра. Таким образом, был найден путь измерения абсорбируемой части энергии. Роджер успешно справлялся со своими задачами как экспериментатор, например, ему удавалось добиться разрешения, неслыханного для приборов, с которыми он имел дело. Его неординарные способности быстро стали известными не только в Ватерлоо, но и за его пределами. Достижения в области детектирования ИК-поглощения, привели к серии успешных работ по определению некоторых свойств ван-дер-Ваальсовых комплексов и лучшему пониманию межмолекулярных взаимодействий в целом. В результате значительных успехов в своей научной работе Боб Ваттс пригласил Миллера на работу в Австралийском Национальном Университете.

## Период работы в Австралийском Национальном Университете (1980—1985)
У Роджера появилась возможность организовать собственную лабораторию на базе группы Боба Ваттса, работавшего до этого, в основном теоретически. После обустройства, первой работой Роджера стало определение скорости и её распределения в потоке молекул фтороводорода, а затем и других молекул. Этот проект был осуществлен совместно с Джоном Фенном, будущим лауреатом Нобелевской премии. За время работы в Австралии Роджер опубликовывает порядка 20 статей, связанных с изучением спектров диссоциации различных кластеров, таких как димеры оксидов азота, углекислого газа и воды.

## Период работы в Университете Северной Каролины (1985—2005)
В 1985 году Роджер переводится в Университет Северной Каролины, где оборудует собственную лабораторию. Здесь Миллер работает теорией внутримолекулярного распределения энергии колебания, в качестве предмета изучения он выбирает димер фтороводорода и показывает характерное уширение полосы поглощения, вызванное диссоциацией димера, определив при этом диапазон колебаний димера и скорость перераспределения энергии в молекуле. Вскоре после этого в группе Миллера были проведены исследования множества прочих димеров, опубликованных во второй половине 1986 — начале 1987. В результате этих работ были определены также строения некоторых из частиц, например, планарное циклическое строение тримера углекислого газа или две возможные формы тримера циановодорода. Все эти работы позволили составить лучшее представление о межмолекулярных взаимодействиях в газовой фазе и напрямую подводили к приближенному описанию взаимодействий в конденсированных фазах. Группа Миллера предоставила экспериментальные данные крайне необходимые в то время теоретикам, так на практике был замечен сдвиг частот колебаний в кластере в зависимости от частот колебаний в мономере, а также времени жизни возбужденного кластера. Полученный результат был позже интерпретирован Джорджем Лероем на основе теории возмущений. Другим важным достижением в этот период работы Миллера, стало первое экспериментальное определение энергии связывания молекул в кластере фтороводорода, после чего разработанная техника была применена для расчета энергий и других димеров.

## Командировка вИнституте Макса Планка(январь — июль 1995)
Своё невероятное техническое чутье и способности применять технические задумки для решения научных проблем Миллер проявил во время, одной из знаковых для себя командировок в Гёттингене. Где он развивал спектроскопию в каплях гелия, технология создания подходящих капель была создана его бывшим руководителем Джачинто Скоулзом. Миллер не только придумал как применить разработанную технологию, но и с успехом реализовал её в диодной лазерной спектроскопии, получив разрешенные вращательные спектры гексафторида серы. Дальнейшая карьера Роджера была связана в основном с разработанным в Гёттингене методом. Так, вернувшись из командировки он устанавливает аналогичный прибор у себя в лаборатории, где его группе удается обнаружить гексагональную структуру (H2O)6. На основании этих данных были проведены исследования динамических процессов, например, перемещения водородной связи. Кроме того на счету Миллера и его группы введение маятниковой спектроскопии для упрощения использования ИК спектров в идентификации соединений в чистом виде и смесях. Также им было сделано предложение, позволившее совершить прорыв в спектроскопии больших молекул, встречающихся в биологических системах. Его предложение заключалось в сравнении теоретически подсчитанных углов между связями с наблюдаемыми экспериментально, такой подход был назван методом моментального возбужденного угла.

## Роджер Миллер как научный руководитель
Роджер Миллер был преданным советчиком для его учеников. Словно часовой механизм, он обходил лабораторию два раза в день, предоставляя консультации и направляя студентов, проводящих эксперименты. Все студенты из его группы всегда соглашались, что Роджеру удается объяснить сложные вещи простыми и очевидными словами, это показывало умения и знания Миллера в высшей степени и придавало ему всеобщего уважения. Роджер прививал своим студентам общее понимание подходов в экспериментальной физической химии, что делало его известным специалистом в области подготовки кадров как для научной, так и для индустриальной среды. Роджер передавал внимательность к тонким деталям, которые могли нарушить эксперимент. Студенты называли его «действенным мотиватором». Он мастерски умел выжимать все лучшее из своих студентов. Роджер распознавал сильные стороны своих студентов и помогал сфокусировать свои способности таки образом, чтобы добиться наибольшей выгоды для студента, а также для группы в целом. Когда у его бывшего студента, Гарри Дауберли (профессор университета Джорджии), спросили, что делало Роджера Миллера таким эффективным наставником, он ответил
«Энтузиазм Роджера был заразителен. Студенты глубоко уважали его экспериментальные способности и готовы были часами сидеть над своими экспериментами, только для того чтобы произвести впечатление на Роджера полученными новыми результатами. Роджер всегда требовал лучшего от своих студентов; он мог подойти к студенту, работающему за установкой с жидкими каплями гелия и внезапно спросить: „Как продвигается битва? Получишь сегодня лучшее соотношение сигнала к шуму?“ И пусть иногда это раздражало, было понятен требуемый экспериментальный уровень работы для его студентов.»

## Деятельность в университете и журналах
Хоть Роджер и был сосредоточен на своих студентах, он активно работал и в городских и государственных службах. Он занимал пост заместителя председателя химического факультета в Университете Северной Каролины с 1989 по 1994. На национальном уровне он входил в редакционную коллегию журналов физической химии, молекулярной физики, международных обзоров по физической химии, а также физико-химических сообщений. Он составлял программу для факультета физической химии американского физического общества. Благодаря своим научным достижениям он получил предложение написать очерк в журнале физической химии.

## Награды и премии
Роджер в результате своей плодотворной работы получил множество наград, среди которых можно выделить медаль Пирсона по физике в 1981 году, исследовательская стипендия Альфрэда Слоана в 1987, приз Прайлера по спектроскопии от американского физического сообщества в 1997, награда Уильяма Меджерса от оптического сообщества Америки в 2000 году. Кроме того Роджер был избран членом королевского сообщества.

## Семейная жизнь
Во время обучения в Университете Ватерлоо Роджер познакомился с Дэборой Энн Фрэйзер, на ней он женился в 1975 году. Роджер был крайне разносторонним человеком. Играл в гольф, рыбачил, любил музыку, был искусным плотником, так, возвращаясь из Австралии, Роджер привез с собой кипарисовое дерево, из которого самостоятельно вырезал скамью. Свою любовь к музыке Роджер и Дэбби передали своим детям, Лэнсу, Рэйчел и Люку, которые стали музыкантами. Дэбби приводит и знакомит Роджера с церковью Иисуса Христа святых последних дней в 1974. Он отнесся к этому со свойственной ему энергией и вскоре стал духовным лидером этой церкви.

## Смерть
Роджер скончался от рака в своем доме в Чапел Хилл 6 ноября 2005 года.